# Иго Шамплит
Иго Шамплит (умро 1209) је био учесник Четвртог крсташког рата.

## Биографија
Иго је, заједно са својим ујаком Вилијамом Шамплитом, кренуо у Четврти крсташки рат. Учествовао је у заузећу хришћанског Задра 1202. године и Цариграда 1204. године. Након формирања Солунске краљевине, Бонифације Монфератски предузима походе ка средњој и јужној Грчкој. Игов ујак Вилијам и Жофроа I Вилерден предузимају освајање Пелопонеза као вазали солунског краља. Иго је заједно са ујаком учествовао у освајању Коринта и околних територија. Године 1208. Вилијам је опозван у Бургундију како би наследио територије свог старијег брата. Пошто је његов син био малолетан, Вилијам је оставио Ига као намесника. Иго није живео дуго након свог ујака. Вилијам је умро у Апулији на путу за Француску. Иго је умро исте године. Наследио га је Готфрид Вилерден. 